# Spallanzania colludens
Spallanzania colludens är en tvåvingeart som beskrevs av Henry J. Reinhard 1958. Spallanzania colludens ingår i släktet Spallanzania och familjen parasitflugor. Inga underarter finns listade i Catalogue of Life.